# Кабрера, Педро
Педро Кабрера Лопес (исп. Pedro Cabrera López; род. 26 апреля 1927, Валенсия) — испанский фехтовальщик. Участник летних Олимпийских игр 1960 года.

## Биография
Педро Кабрера родился 26 апреля 1927 года в испанском городе Валенсия.
В 1959 году завоевал бронзовую медаль Средиземноморских игр в Бейруте в командном турнире шпажистов.
В 1960 году вошёл в состав сборной Испании на летних Олимпийских играх в Риме. В личном турнире шпажистов занял в группе 1/16 финала последнее, 6-е место, победив Михеля Штайнингера из Швейцарии — 5:3 и проиграв Иву Дрейфусу из Франции — 3:5, Ибрагиму Осману из Ливана — 4:5, Биллу Хоскинсу из Великобритании — 2:5, Роже Тейсену из Люксембурга — 3:5 и Ричарду Стоуну из Австралии — 2:5. В командном турнире шпажистов сборная Испании, за которую также выступали Мануэль Мартинес, Хесус Диес и Хоакин Мойя, в группе 1/16 финала уступила Польше — 7:9 и Бельгии — 7:9. Также был заявлен в командных турнирах рапиристов и саблистов, но не вышел на старт.